# Paisaje con un puente
Paisaje con un puente es una pintura al óleo sobre lienzo realizada por Albrecht Altdorfer, cerca a 1518 y se conserva en la National Gallery de Londres.

## Análisis
El trabajo es quizás el ejemplo más antiguo de paisaje como asignatura independiente de la pintura, el dibujo y ejecutado después de las pruebas sobre acuarela de Leonardo da Vinci y Alberto Durero. Esto no es una visión realizada al aire libre, sino una combinación de elementos tomados de la realidad y luego revisada en el taller. Esto se hace evidente en los elementos de la composición, tales como la perspectiva lejana de la montaña por debajo de la banda oscura representada por el puente, algo frecuente en Altdorfer.
La naturaleza, protagonista de la escena se ve vibrante y misteriosa, con una combinación de rocas afiladas, árboles altos y el agua que son características del curso del Danubio, que se desarrolló a lo largo de la llamada escuela del Danubio, de la que fue la figura central junto con Wolf Huber. En el centro del grupo de árboles, se percibe el denso follaje obtenido con un efecto particular de capas superpuestas de color.